# Christine Bader
Wilhelmina Cornelia Sophia Christina (Christine) Bader (Zoeterwoude-Dorp, 18 februari 1878 – Arnhem, 23 mei 1965) was een Nederlands kinderarts en pionier op het gebied van de kleuterzorg in Nederland.

## Biografie
Bader werd geboren als derde van zes kinderen in het middenstandsgezin van Christiaan Arie Bader (1848-1918) en Neeltje de Vogel (1842-1923). Een van haar broers overleed op driejarige leeftijd. Samen met haar overgebleven twee broers en twee zussen groeide ze op in Leiden. Hier bezocht ze achtereenvolgens de middelbare meisjesschool (mms) en de hogereburgerschool (hbs). Hierna besloot ze geneeskunde te gaan studeren aan de Universiteit Leiden, waar ze een van de weinige vrouwelijke studentes was.
Na haar artsenexamen in 1904 vestigde Bader zich als huisarts voor vrouwen en kinderen in Arnhem. Om zich meer toe te leggen op de kindergeneeskunde nam ze in 1906 de positie van "Tweede Geneeskundige" aan in het Arnhemse kinderziekenhuis (in 1939 hernoemd tot Irene KinderZiekenhuis). Daarbij was ze van 1907 tot 1921 tevens werkzaam als schoolarts. Verder volgde ze stages in het buitenland, namelijk in Wenen, Parijs en in Berlijn bij de gerenommeerde kinderarts Heinrich Finkelstein (1865-1942).
In 1911 werd Bader voorzitster van de Arnhemse afdeling van de in 1908 opgerichte, Nederlandsche Bond tot Bescherming van Zuigelingen. Zeven jaar lang zou ze deze rol met verve vervullen, onder andere door het opzetten van de eerste consultatiebureaus voor zuigelingen. Vanaf 1921 ging Bader aan de slag als gezondheidsinspectrice in Noord-Brabant en Limburg. Later werd ze ook belast met de bestrijding van tuberculose (1914) en geslachtsziekten (1926). Naast haar werk in de gezondheidszorg was Bader ook betrokken in de vrouwenbeweging. Zo was ze actief in de Nationale Vrouwenraad van Nederland evenals (later) in de Internationale Vrouwenraad. 
In 1933 stopte Bader met haar werk als inspectrice om zich vervolgens volledig toe te leggen op de kindergeneeskunde en de kleuterzorg. Gedurende de Tweede Wereldoorlog bleef ze op haar plek, ook na de Slag om Arnhem en de daaropvolgende evacuatie in september 1944. Als noodarts stond ze de achterblijvers bij, hoewel de meeste ziekenhuisgebouwen vrijwel volledig verwoest waren.
Na de bevrijding van Nederland begon Bader – inmiddels 67 jaar – met de wederopbouw van de zuigelingen- en kleuterzorg in Arnhem. In 1947 opende prinses Juliana het naar haar genoemde Christine Baderhuis op het landgoed Den Heuvel in Arnhem. Naast een nieuw consultatiebureau ging Bader ook zelf op het terrein wonen. Pas in 1963, Bader was toen reeds 85 jaar oud, droeg ze het voorzitterschap over aan de dermatoloog J.N. van der Horst (1919-1991). Twee jaar later, op 23 mei 1965, overleed Bader in haar woning bij het Christine Baderhuis in Arnhem.

## Kleuterzorg
Als studente geneeskunde te Leiden kwam Bader in aanraking met de slechte gezondheidsomstandigheden waarin de vele kinderen opgroeiden in de arbeiderswijken van deze stad. Om ze te helpen nam ze als vrijwilligster ze op zaterdagen mee om te wandelen in de duinen.
In Arnhem ging ze zich specialiseren in de kindergeneeskunde en dan met name de gezondheidszorg van zuigelingen en kleuters. Door slechte hygiëne en ondervoeding was de babysterfte in die tijd nog altijd vrij hoog. Daar kwam bij dat moeders pas bij haar op spreekuur kwamen als hun kind al ziek was. Om deze situatie te verbeteren werd mede op haar initiatief op 23 december 1926 de Arnhemsche Vereeniging Kleuterzorg opgericht, met Bader als eerste voorzitter.
Door deze vereniging werden in de stad de eerste consultatiebureaus voor kleuters geopend (1927) alsmede het medische kleuterdagverblijf Huize 't Zonlicht (1928), een eigen opleiding tot kinderverzorgster en een dagverblijf voor kleuters (1930). Naast gezondere voeding speelden en sliepen de kleuters in het dagverblijf zoveel mogelijk in de buitenlucht.
Gedurende de Tweede Wereldoorlog kwam de zuigelingen- en kleuterzorg in Arnhem steeds meer onder druk te staan, mede omdat de Duitse bezetter probeerde beslag te leggen op de financiele middelen en de gebouwen van de Arnhems vereniging. Daarnaast ging ook het Nationalsozialistische Volkswohlfahrt (NSV), de organisatie van de Nationaalsocialistische Duitse Arbeiderspartij die zich bezig hield met de sociale hulpverlening, zich met het beleid ging bemoeiden. Met hardnekkige volharding slaagde Bader erin om een in april 1943 uitgegeven beschikking tot opheffing door de Duitse autoriteiten te voorkomen.
Na de oorlog moest de zuigelingen- en Kleuterzorg letterlijk van de grond af aan opgebouwd worden, een taak die Bader op haar nam. Dankzij ruime donatie uit
Zwitserland en giften in nature uit Engeland, de Verenigde Staten, Zweden en Denemarken verrees in Arnhem een nieuw hoofdgebouw gevolgd door een nieuw consultatiebureau.

## Werken
- Overpeinzingen bij een 50-jarig artsjubileum (1904-1954), Arnhem (1954)